# Обсерватория Номер Один
Обсервато́рия Но́мер Оди́н (англ. Number One Observatory Circle) — официальная резиденция вице-президентов США на территории военно-морской обсерватории США в Вашингтоне. Раньше вице-президенты жили в своих собственных домах или отелях, но стоимость обеспечения безопасности для этих объектов стала чрезмерно высокой, поэтому встал вопрос о создании официальной резиденции.

## История
Хотя Обсерватория Номер Один была предоставлена вице-президенту в 1974 году, прошло три года, прежде чем вице-президенты стали жить в этом доме. Вице-президент Джеральд Форд стал президентом, прежде чем окончили реконструкцию здания. Его вице-президент, Нельсон Рокфеллер, в основном использовал дом для развлечения; несмотря на это Рокфеллер пожертвовал миллионы долларов на мебель для дома. Уолтер Мондэйл оказался первым вице-президентом, переехавшим в эту резиденцию. С тех пор все вице-президенты живут здесь.
Резиденция вице-президента была отремонтирована ВМС США в начале 2001 года при вице-президенте Дике Чейни.

## Архитектура и дизайн
Большинство предметов мебели, размещенной в доме после реконструкции 1974, было колониального стиля либо федерального периода, копии, изготовленные в двадцатом веке. Заметным исключением была кровать, стоявшая в доме Нельсона Рокфеллера. Называлась она «кровать-клетка», изголовье имело форму греческого фронтона, а плинтус имел более ранние версии с фронтоном. Скульптурная листва напоминает оливковые или лавровые листья, заворачивающиеся вокруг должностей. Печать Вице-президента США был включена в изголовье. Рокфеллер дважды предлагал кровать на постоянное нахождение в доме, но он получил отказ, как и Джордж Буш-старший и Дэн Куэйл. Во время посещения Барбарой Буш дома, миссис Рокфеллер предложила ей кровать, и миссис Буш ответила: «Вы постоянно находитесь в этом доме, но нет никакой необходимости в том, чтобы ставить свою кровать».
Когда Мондэйлы заняли дом, Джоан Мондэйл обновила интерьер, в результате чего его цвета стали более насыщенными. Как и Рокфеллер, Мондэйл обогатил интерьер несколькими образцами азиатского антиквариата. Семья Буша, работая с дизайнером интерьеров Марком Хэмптоном, использовала палитру цвета морской волны, извести и светло-голубого. Куэйлы убрали известь, зелёный цвет, и использовали грязно-белый. Горес руководил полным косметическим ремонтом, а также настоял на добавлении нового обеденного стола, обновлении мебели в библиотеке и на существенном ремонте оснований и подъездов, чтобы сделать их более подходящими для развлечений на свежем воздухе. Непосредственно перед переездом Чейни, были выполнены некоторые необходимые работы по кондиционированию воздуха и отопления, а также интерьеры перекрашены. Чейни привез несколько частей современного искусства в дом.